# シカン文化

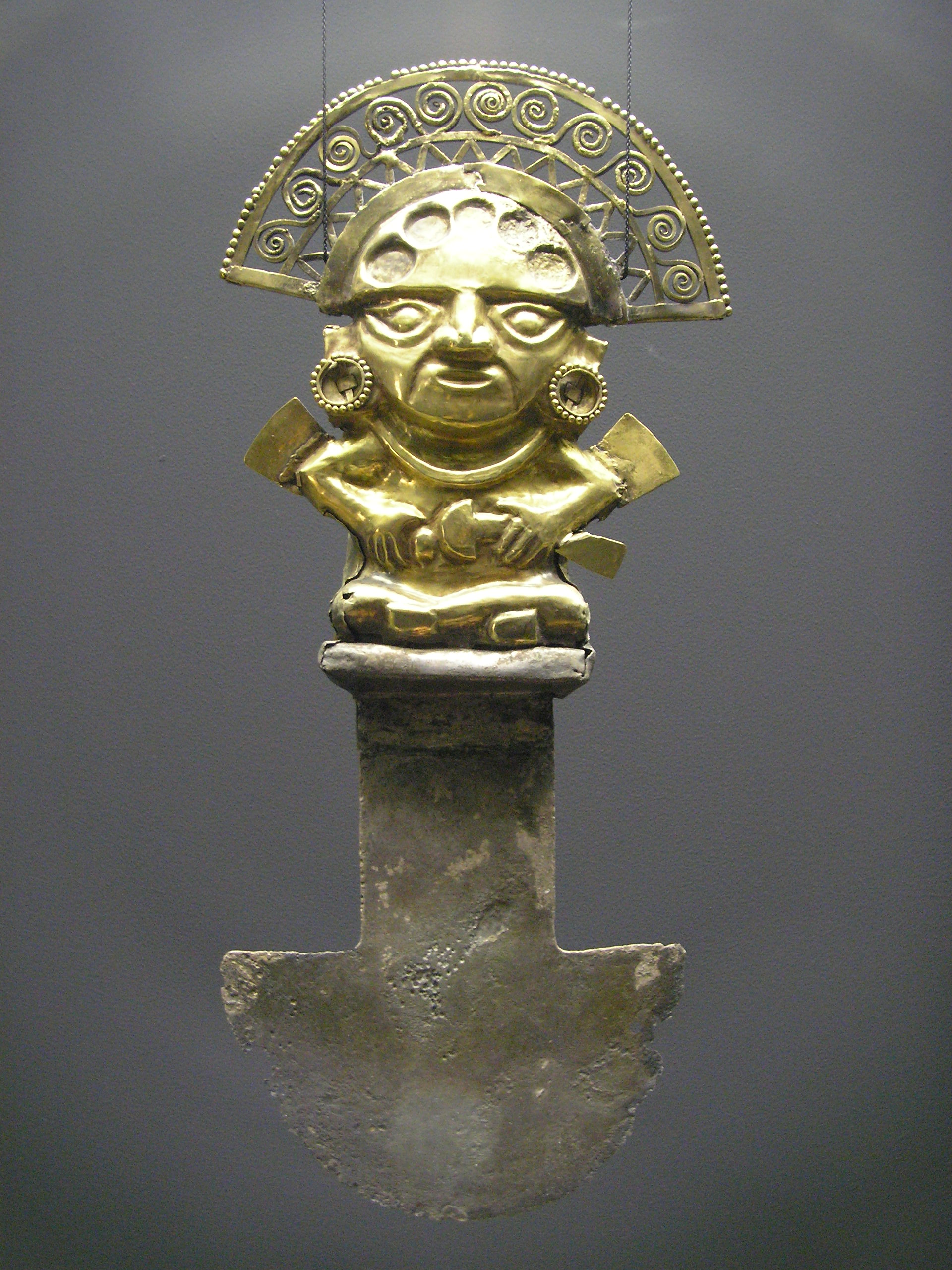
トゥミと呼ばれる裕福な家庭の副葬品である儀礼用ナイフ。伝説の人物ナイムランプの意匠。

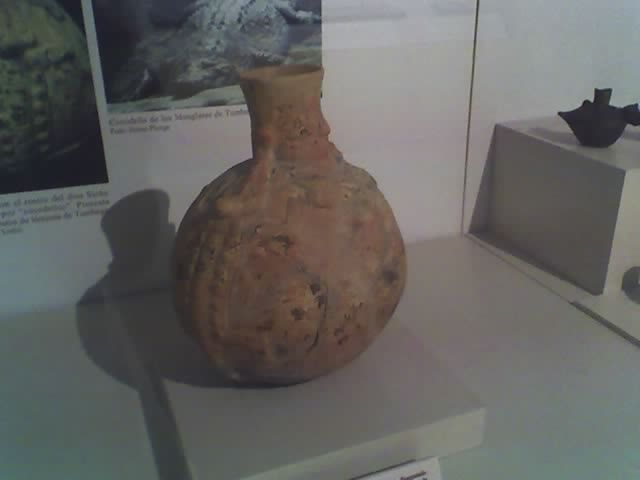
神聖な顔を模った水差し

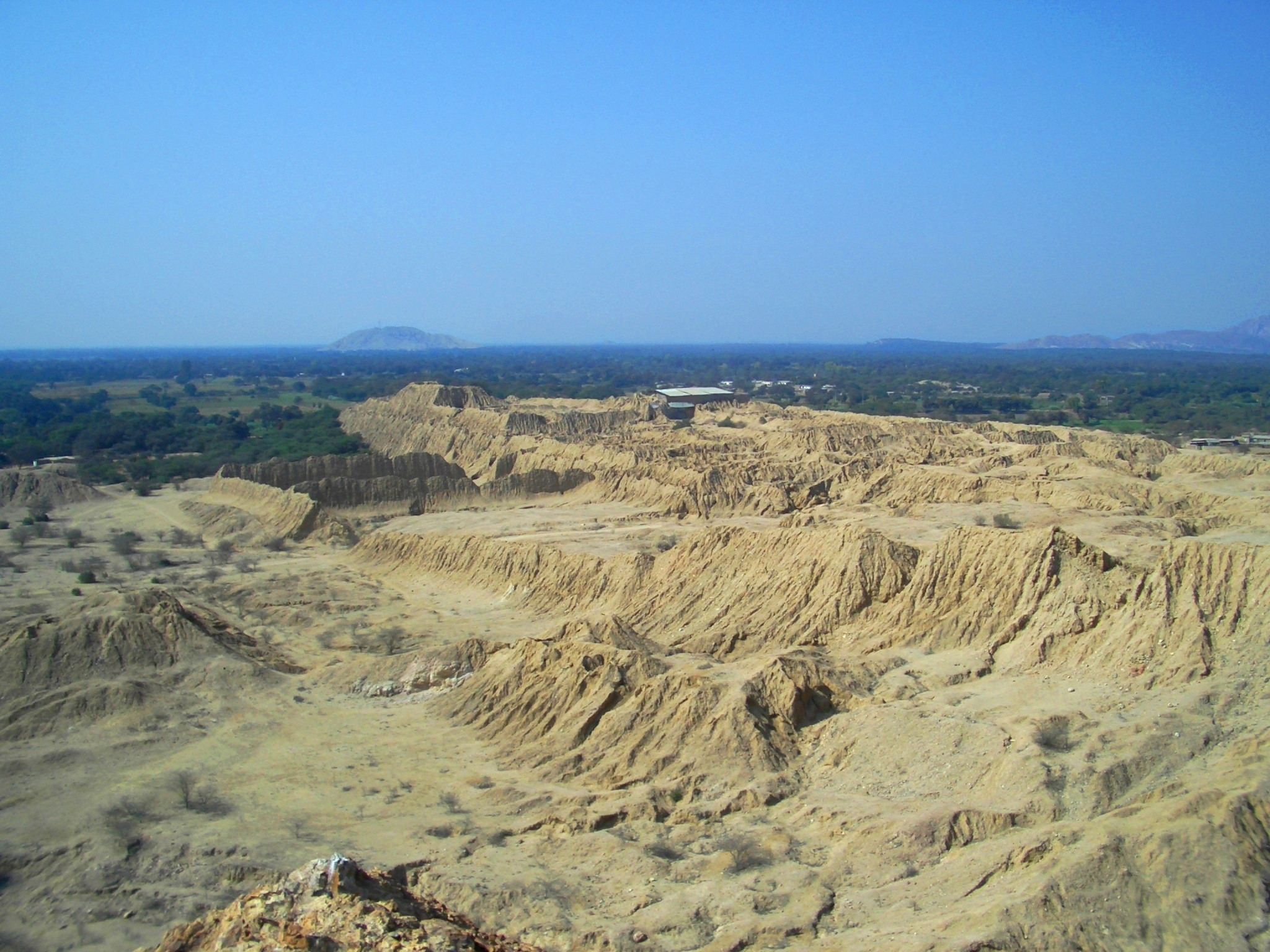
トゥクメのワカ（建造物）群

シカン文化（シカンぶんか、Sicán）はペルー北部沿岸で750年～1350年頃のプレ・インカ時代に栄えた文化。南イリノイ大学人類学科教授の島田泉により名づけられた。「シカン」とは「月の神殿」を意味する。地名からランバイエケ文化とも呼ばれるが、これらが別々の文明なのかどうかは論争の的となっている。文化的変動に基づき、前期・中期・後期の3つの時代に分かれる。

## 時代区分

### 前期シカン
前期シカン時代はおよそ750年に始まり、900年に終わった。シカンはおそらくモチェ文化（800年頃滅亡）の末裔であり、遺物の文様に共通性を持つ。他の類似したグループにカハマルカ、ワリ、パチャカマックがある。遺物からは、シカン文化の人々がエクアドルからウミギクガイやイモガイなどの大型貝類、北のコロンビアからエメラルドと琥珀、南のチリから青石、東のマラニョン川流域の金の交易網を保持していたことが分かる(ランバイエケ文化はこれらの人々の一部であった)。このようにシカン文化の優れた品質の土器やナイペと呼ばれる通貨を貝や鉱物等と交換し、周辺の異文化との交易が盛んであったと考えられている。
800年頃、ラ・レチェ渓谷のバタン・グランデ（Batán Grande）にポマ（Poma）という都市が作られた。

### 中期シカン
中期シカン時代は900年～1100年の間続いた。バタン・グランデは政治・宗教的中心地としてこの時代栄えた。バタン・グランデには多くの熟練した金工職人がいた。バタン・グランデの支配者の墓には金銀の大杯、エメラルド、真珠、そして半貴石と貝殻と羽で飾られた黄金のマスクを付けたミイラが納められた。その他に粘土、貝殻をちりばめた木、そして織物が海鳥、魚、水中のウミギクガイを描いた。これらの貝殻は北のエクアドルで集められた。

また型を使った土器製作が盛んで、黒くて光沢のあるのが特徴。ある程度の大量生産が可能で、金属製品と共に交易品として使われた。加えて、発掘された墓にあった遺体の生物学的調査や、土器に表された人物の造形から、異なる文化的・民族的背景を持つ人々が暮らしていたと考えられている。

スペイン人がこの地にたどり着いた時の記録によると、最高位の役人は支配者が歩く場所にウミギクガイの粉を撒いて丁重に歓迎する役目だった。ランバイエケ渓谷の織物は、特徴的な目と三日月の頭飾り、海のモチーフ、スリットの入ったタペストリといったモチェとワリと現地の要素が組み合わさっている。

### 後期シカン
後期シカン時代は1100年頃始まって1375年頃のチムー王国による征服で終わった。1100年頃、バタン・グランデの地は放棄され、焼かれた。新たな中心地はトゥクメに移った。これは30年以上続いた旱魃のせいとされている。
シカン文化の人々は黄金で装飾された儀礼用のナイフ、トゥミを使用していた。最初期のトゥミが発見されたのはこの時代からだった。

## 地理
シカンは海岸沿いの地域で、ペルー北部からエクアドルとの国境近くまで広がっていた。その範囲はランバイエケ地方に及び、モトゥペ（Motupe）、ラ・レチェ（La Leche）、ランバイエケ（Lambayeque）、サナ（Zana）渓谷（現・チクラヨ付近）を含む。

## その他
- 遺跡から見つかったナイフや土器等の遺物から、シカン文化の人々は高度に発達した金属加工技術と土器製法技術を持っていたことがうかがえる。
- 乾燥地帯の鉱脈から金属類の原料となるものが見つかっており、シカン文化の人々が使用していた金属類はこの鉱脈の原料から造られたと思われる。
- 日干しレンガで作られた巨大なピラミッド、ロロ神殿の周辺から見つかった多くの墓の調査から、シカンは階層社会を成していたと考えられる。
- 後期シカンになると、それまで土器から見られていたシカン神のモチーフが土器から消えている。